# Dryopteris mituii
Dryopteris mituii är en träjonväxtart som beskrevs av Shunsuke Serizawa.
Dryopteris mituii ingår i släktet Dryopteris och familjen Dryopteridaceae. Inga underarter finns listade.